# Afonso Pena
Afonso Augusto Moreira Pena (30. november 1847 i Santa Bárbara - 14. juni 1909 i Rio de Janeiro) var en brasiliansk politiker og præsident.
Han var præsident i Brasilien fra 15. november 1906 og frem til sin død 14. juni 1909. Før hans politiske karriere var han advokat og jurist.
Afonso Pena International Airport i Curitiba, bærer hans navn.